# バザリア法

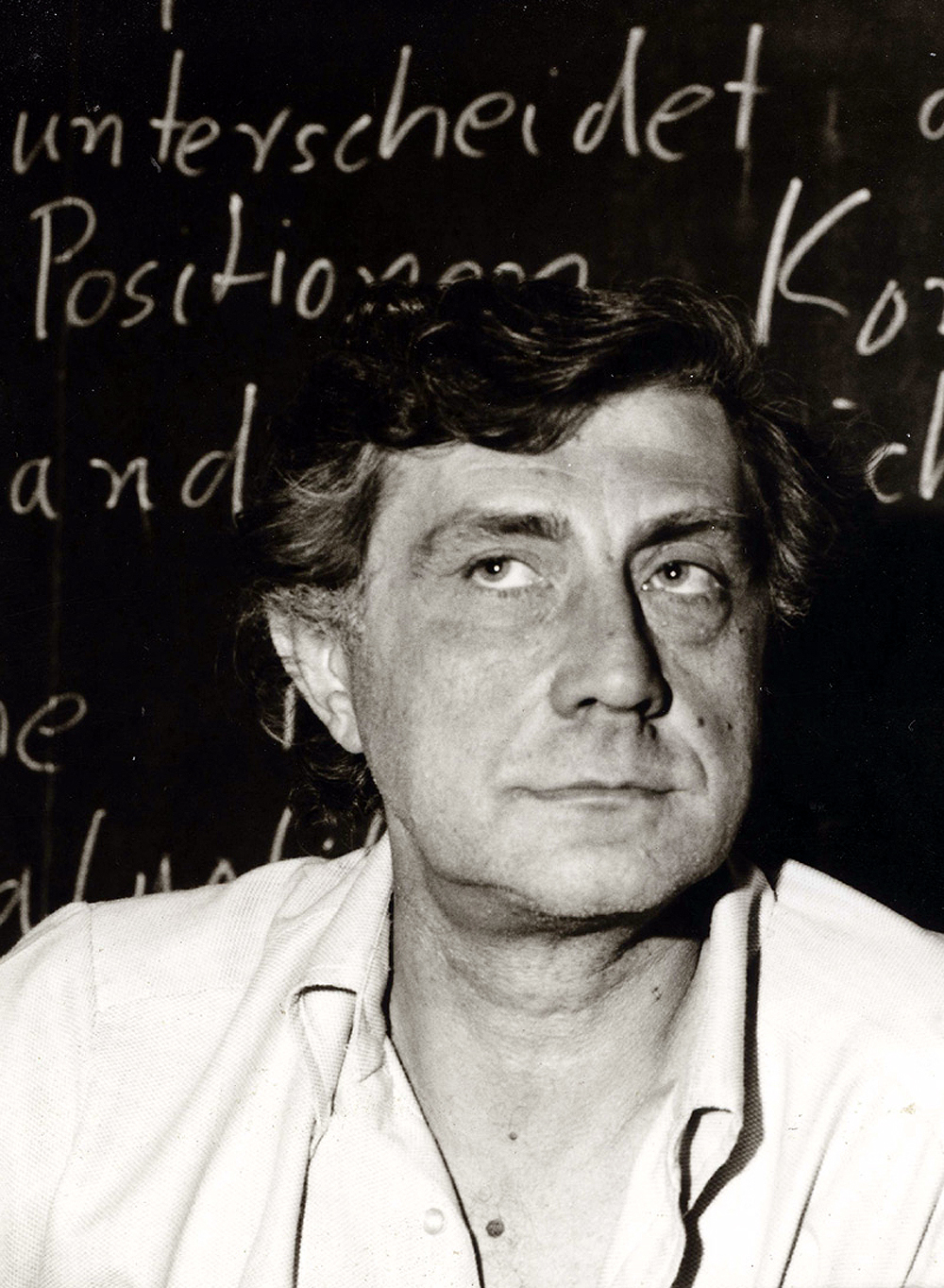
フランコ・バザリア

180号法、1978年イタリア精神保健法（イタリア語: Legge Basaglia）、通称バザリア法（バザーリア法）とは、1978年5月13日に公布されたイタリアの精神医療・福祉に関する法律である。通称名はイタリアで精神科病院（イタリアではマニコミオ: manicomioと呼ぶ）の廃絶を最初に唱えた精神科医フランコ・バザーリアにちなむ。

## 内容
脱施設化（Deinstitutionalisation）に踏み出した、世界初の精神科病院廃絶法である。後に同年12月23日成立の833号法に条文が移された。
精神科病院の新設、すでにある精神科病院への新規入院、1980年末以降の再入院を禁止し、予防・医療・福祉は原則として地域精神保健サービス機関で行う。治療は患者の自由意志のもとで行われる。やむを得ない場合のために一般総合病院に15床を限度に設置するが、そのベッドも地域精神保健サービス機関の管理下に置く。緊急に介入しなければならない時、必要な治療が拒まれた時には強制治療できる。その場合、二人の医師が個別に治療が必要という判断、治療の場は地域精神保健サービス機関以外、という条件を満たさなければいけない。また、市長あるいは市長の任命する保健担当長の承諾や、その市長が48時間以内に裁判所への通報することも義務づけられている。強制期間は7日間。延長の場合は再度手続きを踏む。本人や本人に近しい人は裁判所へ抗告することもできる。
これにより、従来「自傷他害の恐れがあり、公序良俗に反する」場合には警察署長権限により強制的にマニコミオ（精神病院）に収容されていた精神病患者は、新法では患者の危険性についての規定が無くなり、保健の行政権限を持つ市長の許可を得なければ強制収容できなくなったために医師が機械的に強制入院を行うことは減った。

## 他制度への影響
この法律の制定により、障害者や孤児の隔離や犯罪者制度へ影響を与えたとの評価もある。イタリアでは1975年には隔離型盲学校が廃止され、視覚障害者が一般学校に通えるようになった。また2001年法改正で、孤児院等の大規模施設が閉鎖し里親や養子制度に移行している。犯罪者も更生させることを目的として地域ネットワークによる社会復帰モデルでサポートされている。これらは人を収容して排除することをやめたバザーリア法による影響との指摘がある。